# Szvit (település)
Szvit (szlovákul: Svit) város Szlovákiában, az Eperjesi kerületben, a Poprádi járásban.

## Fekvése
Poprádtól 8 km-re nyugatra, a Poprád partján található.

## Nevének eredete
A szlovák svít fényt jelent, de a név mozaikszó, mivel a Slovenská Viskózová Továreň (Szlovák Műselyemgyár) kezdőbetűiből alkották.

## Története

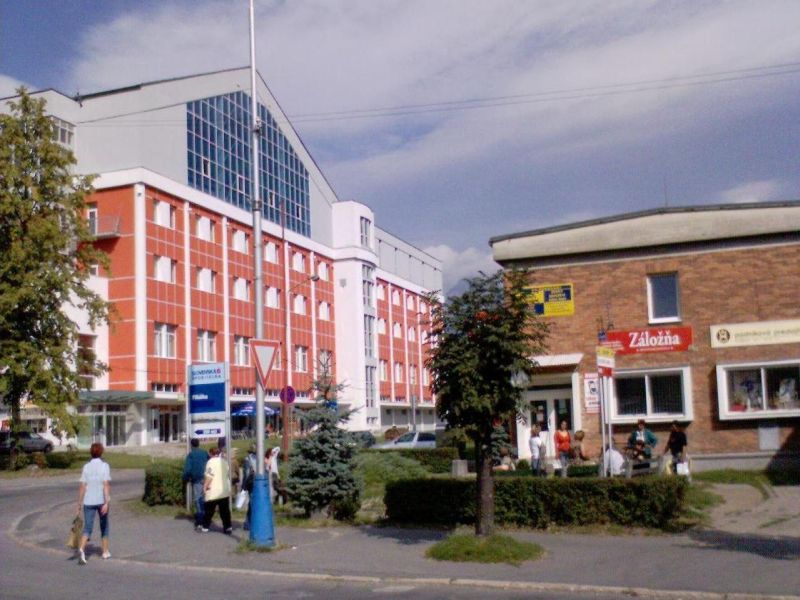
Szvit – utcarészlet a Spolcentrummal

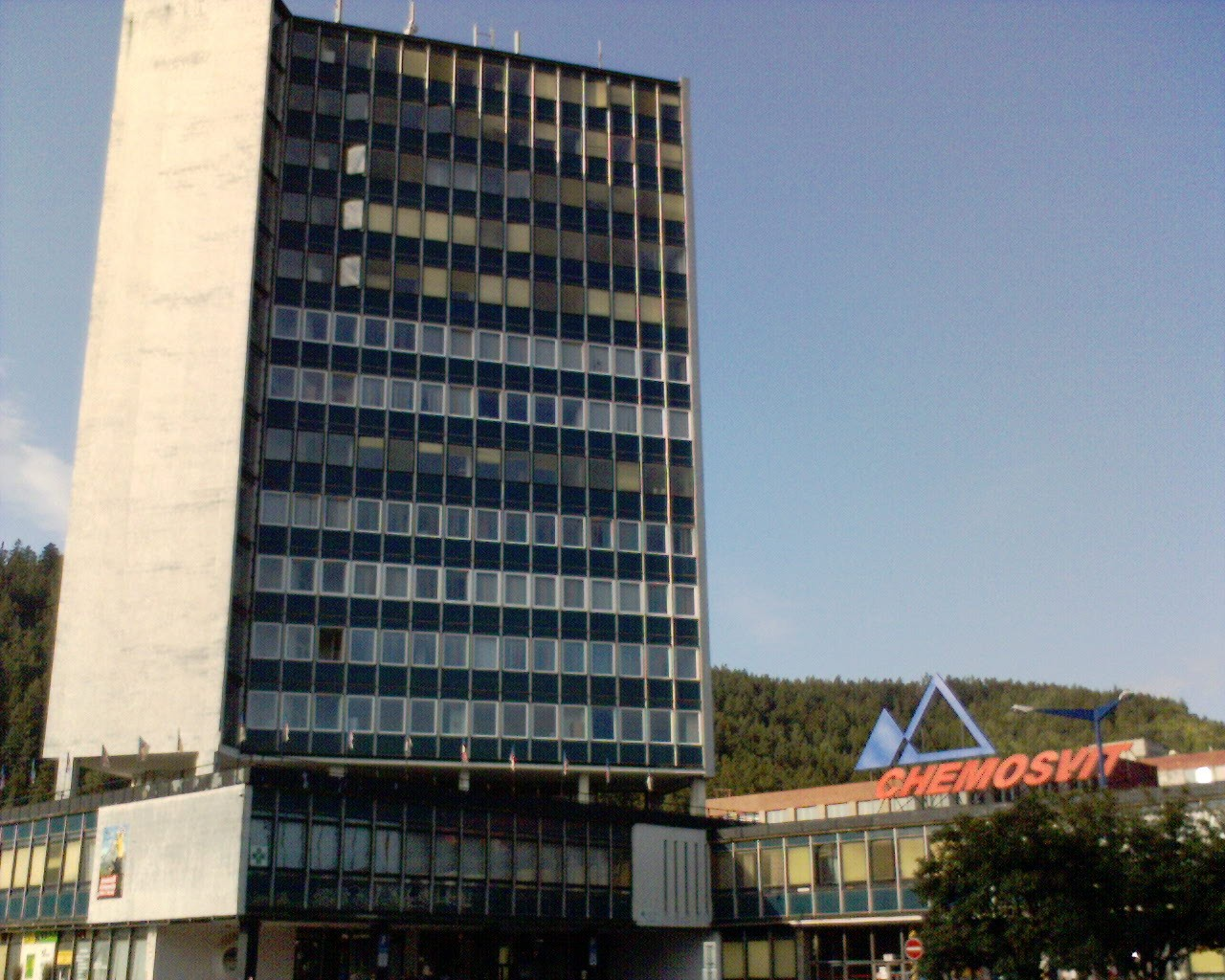
Szvit – A Chemosvit üzem épületei

A város 1934-ben keletkezett, amikor a cseh Baťa cég Felka városától megvette a vizes Stokava-rétet és rajta műszálgyárat, valamint hozzá lakótelepet létesített. Lakói a környékbeli falvak lakosaiból kerültek ki. 1946-ban önálló település lett, majd 1962-ben városi rangot kapott.

## Népessége
| Év:            | 1994. | 2004.   | 2014.   | 2024.   |
| -------------- | ----- | ------- | ------- | ------- |
| Emberek száma: | 7563  | 7460    | 7739    | 7717    |
| Eltérés:       |       | -1,36 % | +3,73 % | -0,28 % |

| Év:            | 2023. | 2024.   |
| -------------- | ----- | ------- |
| Emberek száma: | 7686  | 7717    |
| Eltérés:       |       | +0,40 % |

2001-ben 7445 lakosából 7180 szlovák volt.
2011-ben 7608 lakosából 6516 szlovák volt.
2021-ben 7743 lakosából 14 (+9) magyar, 7243 (+33) szlovák, 27 (+65) cigány, 13 (+55) ruszin, 101 (+27) egyéb és 345 ismeretlen nemzetiségű volt.

## Neves személyek
- Itt dolgozott Osvald Zahradník (1932-2017) szlovák író, drámaíró, dramaturg.

## Nevezetességei
- Határában a Bojtorján-völgyben sí- és üdülőközpont működik.

## Gazdasága
Az 1980-as évek végén a megközelítőleg 1000 dolgozót foglalkoztató Tatrasvit állami vállalat 30 millió pár harisnyát gyártott évente.